# Battles in Time
Battles in Time est un jeu vidéo de stratégie développé par QQP et édité par American Laser Games.

## Accueil
| Battles in Time       |      |       |
| Média                 | Pays | Notes |
| Computer Gaming World | US   | 1/5   |
| Gen4                  | FR   | 0/5   |
| PC Gamer              | US   | 89 %  |